# Антоновка (Айиртауський район)
Анто́новка (каз. Антонов) — село у складі Айиртауського району Північноказахстанської області Казахстану. Адміністративний центр Антоновського сільського округу.
Населення — 1044 особи (2021; 1310 у 2009, 1591 у 1999, 1863 у 1989).
Національний склад станом на 1989 рік:
- українці — 37 %
- росіяни — 26 %
- німці — 24 %.